# Кумахта
Кумахта — село в Карымском районе Забайкальского края России. Входит в состав сельского поселения «Тыргетуйское».

## География
Село находится в юго-западной части района, на левом берегу реки Туры, на расстоянии примерно 47 километров (по прямой) к юго-западу от посёлка городского типа Карымское. Абсолютная высота — 726 метров над уровнем моря.
Климат
Климат характеризуется как резко континентальный, сухой. Средняя температура самого холодного месяца (января) составляет −20 — −25°С, температура самого тёплого (июля) — 18°С. Среднегодовое количество атмосферных осадков составляет около 400 мм.
Часовой пояс
Село Кумахта находится в часовой зоне МСК+6. Смещение применяемого времени относительно UTC составляет +9:00.

## История
Основано в 1864 году.

## Население
| 1989 | 2002 | 2010 | 2021 |
| ---- | ---- | ---- | ---- |
| 109  | ↗116 | ↘106 | ↘95  |

Половой состав
По данным Всероссийской переписи населения 2010 года в гендерной структуре населения мужчины составляли 54,7 %, женщины — соответственно 45,3 %.
Национальный состав
Согласно результатам переписи 2002 года, в национальной структуре населения русские составляли 97 % из 116 чел.

## Инфраструктура
В селе функционирует сельский клуб .

## Улицы
Уличная сеть села состоит из одной улицы (ул. Центральная).